# Edwin Somm

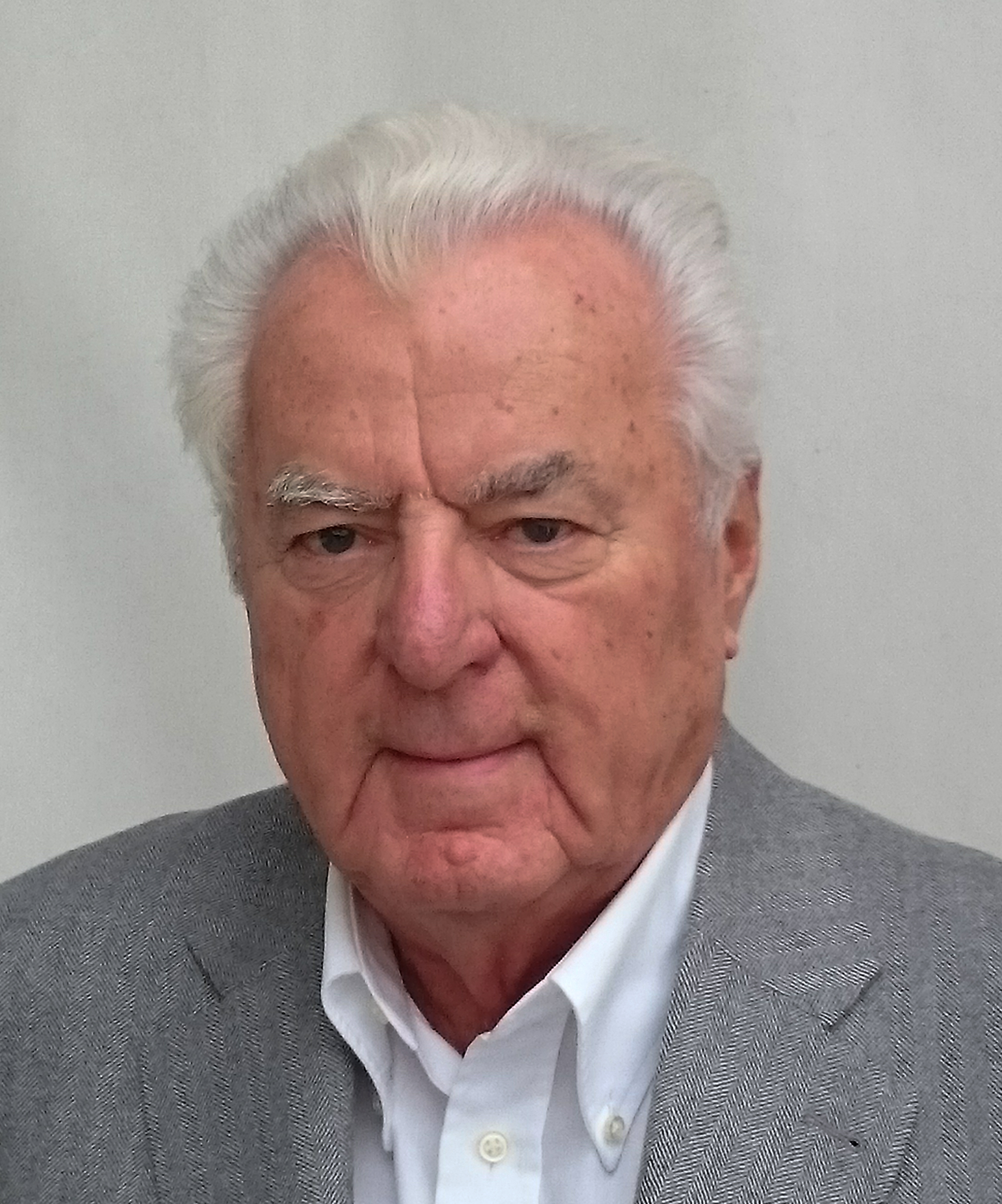
Edwin Somm (2019)

Edwin Somm (* 16. Februar 1933 in Waldkirch; heimatberechtigt in Sulgen TG) ist ein Schweizer Manager.

## Leben
Somm studierte Maschinenbau an der ETH Zürich und schloss 1959 mit dem Diplom ab. Er trat 1960 in die Firma Brown, Boveri & Cie (BBC) in Baden AG als Entwicklungsingenieur von Dampfturbinen ein. Ihm wurde 1977 die Leitung des Teilbereichs Grosse Turbogruppen übertragen. Ab 1980 war er Geschäftsbereichsleiter Stromerzeugung. Nach der Fusion von BBC mit ASEA zur ABB wurde Somm Geschäftsführer (CEO) der ABB Schweiz. Unter seiner Leitung schaffte ABB Schweiz den Turnaround von verlorener Konkurrenzfähigkeit und Verlusten hin zu profitablem Geschäftsgang. Gleichzeitig war Somm Mitglied des Aufsichtsrates von ABB Deutschland bis zu seiner Pensionierung im Jahr 1997. Von 1997 bis 2002 gehörte er dem Verwaltungsrat des Gesamtkonzerns ABB an.
Neben seiner Tätigkeit für ABB war er von 1994 bis 2002 Verwaltungsrat der Georg Fischer AG (+GF+) in Schaffhausen,  der Swiss Steel AG in Emmenbrücke und der SIG Holding in Neuhausen am Rheinfall, wobei er von 2000 bis 2003 Verwaltungsratspräsident von SIG war. Von 1992 bis 1999 war er ausserdem Mitglied des ETH-Rats. Von 1995 bis 1999 war er Präsident des Arbeitgeberverbands der Schweizer Maschinenindustrie und des Vereins Schweizerischer Maschinen-Industrieller sowie Vorstandsmitglied des Schweizerischen Handels- und Industrievereins.
Er ist Mitgründer des Vereins Industriewelt Baden, der das Aufarbeiten des industrie-kulturellen Erbes von Stadt und Region Baden bezweckt.
Somm hat zwei Söhne, darunter der Journalist Markus Somm, und eine Tochter.

## Positionen
Im Ruhestand äusserte sich Somm zur Energiestrategie 2050 der Schweiz, welche nach seiner Ansicht das Land bei der Elektrizität zu einem grossen Teil vom Ausland abhängig mache, während die Schweiz sich seit mehr als hundert Jahren bisher weitgehend selber mit Strom versorgen konnte. Laut Prognosen dürfte die Schweiz ab etwa 2025 ausserstande sein, den nötigen Strom zu importieren.  Die Nachbarländer Deutschland und Frankreich dürften ab diesem Zeitpunkt nicht mehr als Stromexporteure in Frage kommen, weil sie nicht ausreichend Strom für sich selbst erzeugen können. Es könnte deswegen vor allem im Winterhalbjahr zu weiträumigen Stromausfällen (Blackouts) in der Schweiz kommen. Somm schlägt den zügigen Bau von Gas-Dampf-Kraftwerken (GuD) vor. Auch sollen die bestehenden Speicherseen als Saison-Batterien konsequent geschützt und bewirtschaftet werden.
Somm kommentierte auch Vorgänge beim ehemaligen Arbeitgeber ABB. So begründete er seine Ablehnung des Verkaufs der Stromnetzsparte an den japanischen Konkurrenten Hitachi.
Er nahm auch Stellung zum Bildungswesen in der Schweiz. Die Bedeutung der Berufsbildung von Fachkräften stufte er bereits als Geschäftsleiter bei ABB hoch ein und machte sie zur Chefsache. Er führte das Konzept industrieller Berufsbilder ein und schuf Lernzentren zur gezielten Ausbildung von Fachkräften. Diese Erfahrungen stellte er in Fachorganisationen auf eine breitere Basis.
Bezüglich Unternehmensführung ist Somm überzeugter Verfechter des Stakeholder-Ansatzes, wobei für ihn in erster Linie die Kunden im Fokus der Unternehmensleiter sein sollten. Er empfindet die  strikte Ausrichtung der Unternehmenstätigkeit nur nach kurzfristigen Aktionärsinteressen als unbefriedigend.

## Veröffentlichung
- Die ETH Zürich 2005: Ein Blick zurück, ein Blick nach vorn. In: Schweizerische Akademie der Technischen Wissenschaften (Hrsg.): Lehre und Forschung an der ETH Zürich. Eine Festschrift zum 150-Jahr-Jubiläum. Birkhäuser, Basel/Boston/Berlin 2005, ISBN 3-7643-7533-7, S. 13–20 (eingeschränkte Vorschau in der Google-Buchsuche).